# 火の魚
「火の魚」（ひのさかな）は、室生犀星の短編小説である。『群像』（講談社）1959年10月号に掲載、中央公論社から1960年に刊行された同名の短編小説集に収録された。室生の小説『蜜のあはれ』（1959年）の表紙「金魚の魚拓」の製作をめぐる、室生と装幀家の栃折久美子との物語である。
2009年にテレビドラマ化された。

## 書誌情報
- 火の魚（1960年、中央公論社）
- 室生犀星全集 第11巻（1965年1月、新潮社）
- 蜜のあわれ・われはうたえどもやぶれかぶれ（1993年4月28日、講談社文芸文庫、ISBN 978-4-06-196224-8）

## テレビドラマ
室生犀星の原作をもとに2009年にNHK広島放送局が「広島発ドラマ」として制作し、NHK総合（中国地方）の「ふるさと発」枠にて2009年7月24日の19時30分から20時23分に放送、NHK BShiにて同年10月14日の18時から18時53分に全国放送された。平成21年度（第64回）文化庁芸術祭・大賞（テレビ部門・ドラマの部）や第36回放送文化基金賞優秀賞、第50回モンテカルロ・テレビ祭・ゴールドニンフ賞（テレビ映画部門）などを受賞した。視聴率は9.6%であった。
NHKアーカイブスの番組公開ライブラリーで公開されるほか、2010年11月からはNHKオンデマンドでも配信された。
ドラマ版から音声や音楽を修正し、聴覚障害者対応日本語字幕および視覚障害者対応音声ガイドが加えられた「バリアフリー劇場版」が、2012年6月23日から広島バルト11、Tジョイ東広島、岩国ニューセントラルにて上映された。同年7月21日にはDVDが発売された。
キャッチコピーは「人生ってのは、自分が魚拓にされるまでの物語だ。」である。

### キャスト
- 村田省三 - 原田芳雄
- 折見とち子 - 尾野真千子
- かおり - 高田聖子
- 洋平 - 笠松伴助
- 伊藤 - 岩松了
- 雄助 - 石飛佑樹
- 本屋の老婆 - 藤山喜子
- 待合所の男 - 河島洋三
- 待合所の女 - 堂願優美子
- 食堂のオヤジ - 青野光臣
- 老婆 - 池田美佐子
- 花屋 - 笹木真之
- ヘルパー - 藤山千歳

### スタッフ
- 原作 - 室生犀星『火の魚』（中央公論社刊）
- 脚本 - 渡辺あや
- 音楽 - 和田貴史
- 撮影 - 持田立、前田貢作
- 照明 - 縄田徹
- 編集 - 望月博文
- 音声 - 北島正司
- 音響効果 - 木村充宏（NHK）
- 演出 - 黒崎博
- プロデュース - 松井修平
- 制作統括 - 行成博巳
- 制作・著作 - NHK広島放送局

### 放送日程
これまでに計13回放送された。全てJST。
中国地方向け
- NHK総合（中国地方）
  - 2009年7月24日 19時30分 - 20時23分（中国ブロックローカル「ふるさと発」枠）
  - 2009年8月2日 8時00分 - 8時53分（上記の再放送）

広島県向け
- NHK総合（広島県域）
  - 2010年1月2日 22時00分 - 22時53分

芸術祭大賞受賞記念として放映された。同じ広島局制作で、前年度の文化庁芸術祭優秀賞受賞作『帽子』とあわせて放送された。
  - 2013年11月30日 16時00分 - 16時53分

全国放送
- NHK-BShi
  - 2009年10月14日 18時00分 - 18時53分
  - 2009年12月30日 23時30分 - 翌日0時23分
  - 2010年3月13日 18時00分 - 18時55分
  - 2011年3月17日 19時00分 - 19時53分

- NHK総合（全国）
  - 2010年3月13日 21時00分 - 21時53分

芸術祭大賞受賞記念として放映された。
  - 2010年9月20日 22時00分 - 22時53分

第50回モンテカルロ・テレビ祭・ゴールドニンフ賞受賞記念として放映された。
- NHK-BS2
  - 2010年6月27日 15時36分頃 - 16時29分頃

特集番組「ザ・ベストテレビ2010」の中で放送された。
- BSプレミアム
  - 2011年7月21日 22時00分 - 22時53分

原田芳雄の追悼特別企画（2011年7月19日逝去）として放映された。
  - 2012年3月3日 19時00分 - 19時53分

### 製作

#### ロケ地
- 広島県呉市大崎下島
- 広島市

#### その他
- 劇中で使用されている影絵は浜崎ゆう子・作「幸福な王子」。
- 劇中で使用されている楽曲は村上巌「劇伴（M1 - M12）全13曲」、「ゆたか音頭」、「主題と変奏 変奏5、憂愁をたたえた」、ペーター・フランクル「15のハンガリー農民歌 Ballad:Tema con variazioni」。

### 受賞歴
日本国内
- 平成21年度（第64回）文化庁芸術祭[1]
  - テレビ部門・ドラマの部 大賞
- 第36回放送文化基金賞[2]
  - テレビドラマ番組部門 優秀賞
  - 演技賞（尾野真千子）
  - 脚本賞（渡辺あや）
  - 演出賞（黒崎博）
- 平成21年度芸術選奨
  - 文部科学大臣新人賞 放送部門（演出：黒崎博）
- ギャラクシー賞
  - 2010年3月度月間賞
  - 第47回 テレビ部門 奨励賞
- 東京ドラマアウォード2010[3]
  - 助演女優賞（尾野真千子）
  - 演出賞（黒崎博）

日本国外
- 第46回ヒューゴ・テレビ賞 
  - ドラマ番組部門 奨励賞
- 第50回モンテカルロ・テレビ祭 <世界四大映像祭>
  - フィクション番組（テレビ映画）部門・ゴールドニンフ賞（最優秀賞）
- 第62回イタリア賞 <世界四大映像祭>
  - テレビ単発ドラマ及びミニシリーズドラマ部門・イタリア賞（最優秀賞）